# ミナルディ・M189
ミナルディ・M189 (Minardi M189 ) は、ミナルディが1989年のF1世界選手権参戦用に開発したフォーミュラ1カー。デザイナーはアルド・コスタ。

## 開発と経緯
1989年は開幕からの3戦を昨年型のM188Bで戦い、M189のデビュー戦は第4戦のメキシコGPとなった。エンジンは前年ベネトンが使用し、この年から市販されたコスワースDFRを搭載。タイヤはピレリ製。
本来は前年に開発中だったモトーリモデルニ・スバルの水平対向12気筒エンジンの契約を打診されて仮契約しており、M189はエンジンの完成次第換装が可能な設計になっていた。しかし1989年シーズン中にエンジンは完成しなかったため、結局実戦投入は無かった。シーズンオフテストで実際に換装されたが過大な重量などの問題が山積みし、とても戦力になる代物ではないとミナルディ側から契約を破棄している。
デビュー後はリタイア・予選落ちを繰り返し、シーズン後半戦は予備予選組にまわる可能性が高かった。しかし、前半戦最後のイギリスGPでピエルルイジ・マルティニが5位、ルイス・ペレス＝サラが6位とダブル入賞を果たしたことで、予備予選行きを回避することができた。
その後は完走率も向上し、マルティニはポルトガルGPで5位、オーストラリアGPで6位に入賞した。終盤戦はピレリの予選用タイヤ（Qタイヤ）とマッチして、マルティニがポルトガルGP5位、スペインGP4位、オーストラリアGP3位（マクラーレン・ホンダの2台に続く位置）という驚くべき予選成績を残した。マルティニが負傷欠場した日本GPでは、パオロ・バリッラが代役としてスポット参戦した。
チームは6ポイントを得、コンストラクターズランキング11位でシーズンを終えた。
翌1990年は開幕2戦のみ改良型のM189Bを使用し、マルティニとバリッラがドライブ。予選でのマルティニの好調は続き、開幕戦アメリカGPでは予選2位でチーム初（そして唯一）のフロントローに並んだ。しかし、マルティニは2戦とも完走したもののポイント獲得ならず、バリッラは2戦ともリタイアした。

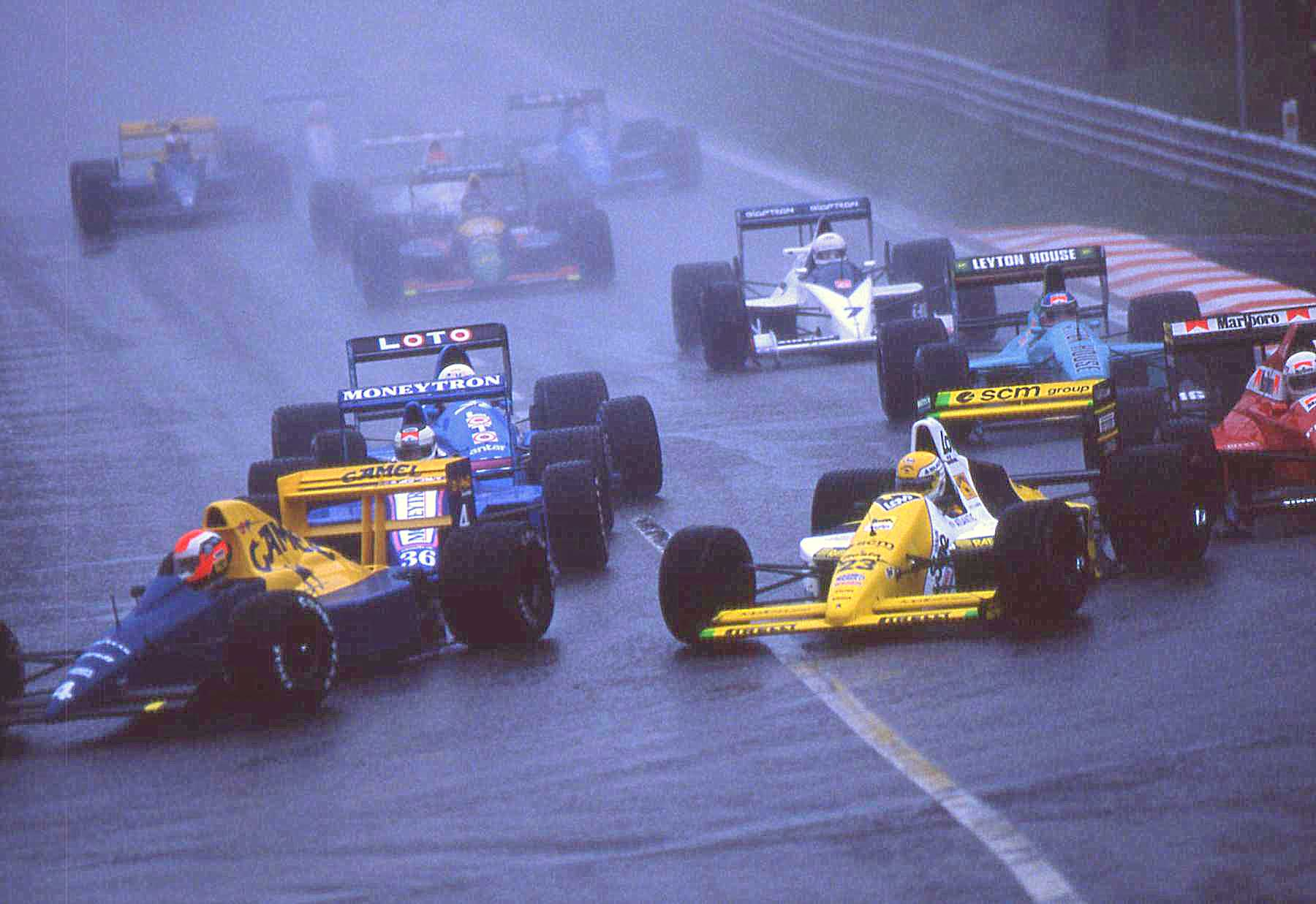
1989年ベルギーGPのスタート

第3戦からは新型のM190が投入された。

## F1における全成績
(key) （太字はポールポジション）
| 年     | シャシー | エンジン                       | タイヤ | No | ドライバー               | 1   | 2   | 3   | 4   | 5   | 6   | 7   | 8   | 9   | 10  | 11  | 12  | 13  | 14  | 15  | 16  | ポイント | 順位 |
| ------ | -------- | ------------------------------ | ------ | -- | ------------------------ | --- | --- | --- | --- | --- | --- | --- | --- | --- | --- | --- | --- | --- | --- | --- | --- | -------- | ---- |
| 1989年 | M189     | フォード コスワース DFR 3,5 V8 | P      |    |                          | BRA | SMR | MON | MEX | USA | CAN | FRA | GBR | GER | HUN | BEL | ITA | POR | ESP | JPN | AUS | 6        | 11位 |
| 1989年 | M189     | フォード コスワース DFR 3,5 V8 | P      | 23 | ピエルルイジ・マルティニ |     |     |     | Ret | Ret | Ret | Ret | 5   | 9   | Ret | 9   | 7   | 5   | Ret |     | 6   | 6        | 11位 |
| 1989年 | M189     | フォード コスワース DFR 3,5 V8 | P      | 23 | パオロ・バリッラ         |     |     |     |     |     |     |     |     |     |     |     |     |     |     | Ret |     | 6        | 11位 |
| 1989年 | M189     | フォード コスワース DFR 3,5 V8 | P      | 24 | ルイス・ペレス＝サラ     |     |     |     | DNQ | Ret | Ret | DNQ | 6   | DNQ | Ret | 15  | 8   | 12  | Ret | Ret | DNQ | 6        | 11位 |
| 1990年 | M189B    | フォード コスワース DFR 3,5 V8 | P      |    |                          | USA | BRA | SMR | MON | CAN | MEX | FRA | GBR | GER | HUN | BEL | ITA | POR | ESP | JPN | AUS | 0        | -    |
| 1990年 | M189B    | フォード コスワース DFR 3,5 V8 | P      | 23 | ピエルルイジ・マルティニ | 7   | 9   |     |     |     |     |     |     |     |     |     |     |     |     |     |     | 0        | -    |
| 1990年 | M189B    | フォード コスワース DFR 3,5 V8 | P      | 24 | パオロ・バリッラ         | Ret | Ret |     |     |     |     |     |     |     |     |     |     |     |     |     |     | 0        | -    |